# تلمبه ایرانمنش
تلمبه ایرانمنش یک منطقهٔ مسکونی در ایران است که در دهستان اختیارآباد واقع شده‌است. تلمبه ایرانمنش ۳۴ نفر جمعیت دارد.